# Belek
Belek – miejscowość turystyczna w dystrykcie Serik, prowincji Antalya, południowo-zachodniej Turcji nad Morzem Śródziemnym.
Miasto leży około 30 km od lotniska w Antalyi na równinie rzeki Kopru Cayi, u podnóża gór Taurus.
Atrakcją turystyczną okolicy jest park krajobrazowy z ponad 100 gatunkami zamieszkujących go ptaków oraz usytuowany w sosnowym lesie wodospad Kursunlu z ukrytą pod nim jaskinią, do której można się dostać tylko przez lustro wody.